# Вонк, Жан Франсуа
Жан-Франсуа Вонк (фр. Jean-François Vonck; 1743—1792) — бельгийский юрист и политический деятель.

## Биография
Жан-Франсуа Вонк родился 29 ноября 1743 года в Алсте. Успешно окончил Старый Лёвенский университет и после этого работал в Брюсселе адвокатом.
Во время Брабантской революции Вонк стал одним из лидеров оппозиции выступавшей против нововведений императора Иосифа II в религиозном и политическом устройстве в Брабанте. С этой целью им была создана тайная организация «Pro Aris et Focis» («За алтари и очаги»).
В марте 1790 года Вонк вынужден был бежать во Францию. Он сформировал Бельгийский легион, который в 1792 году вместе с французами участвовал в освобождении Бельгии от австрийской власти.
Жан-Франсуа Вонк умер 1 декабря 1792 года в городе Лилле.